# ウルス・マルタン地区
ウルス・マルタン地区（ロシア語: Урус-Мартановский район、チェチェン語: Хьалха-Мартанан кӏошт）は、ロシア連邦、チェチェン共和国のラヨン（地区）の一つである。人口は10万4712人（未成年者3万4502人を含む、2004年）、10万1163人（2003年）。ウルス・マルタンの町は、地域の行政の中心である。